# Kino Elektra (Plzeň)
Kino Elektra (dříve také Kino Moskva) bylo někdejší kino s obchodním domem na nároží ulic Americká a Škroupova v Plzni. Bylo postaveno dle návrhu architekta Rudolfa Černého a s původní kapacitou 1 100 míst se v době dostavby jednalo o největší biograf v Československu. Od roku 1968 do roku 2007 každoročně hostovalo plzeňský filmový festival Finále. Roku 2006 bylo kino zrušeno a spodní část sálu byla přeměněna na obchodní prostory.

## Historie

### Vznik
Biograf Elektra původně založili členové plzeňské jednoty Sokol Plzeň I spolu s místním odborem Národní jednoty pošumavské. Kino sídlilo a promítalo ve velkém sále hotelu Waldek (později Hotel Slovan), později v budově Řemeslnické besedy. od roku 1909 bylo provozováno jako vůbec první stálé kino v Plzni.

### Nová budova
Na začátku 30. let 20. století bylo pak plzeňským sokolem rozhodnuto o výstavbě nového domu v centru města, který by v sobě obsahoval rozsáhlý kinosál, v přízemí potom obchodní a v horních patrech také kancelářské prostory. Do architektonické soutěže se zapojilo celkem dvaadvacet tvůrců, mj. Jan Gillar, Gustav Paul a František Čermák, Josef Špalek ml., Ernst Wiesner, Leo Meisl, Jiří Kroha či Rudolf Černý. První cena nebyla udělena, druhá pak byla udělena Jiřímu Krohovi a Rudolfu Černému, kteří měli projekt vypracovat společně, Kroha se však následně zakázky, kvůli svému angažmá na brněnském VUT, vzdal a Černý se následně stal hlavním architektem stavby. Na návrzích interiérů se podílel architekt Václav Šustr, vzhled obchodního domu, původně olomoucké, značky ASO provedl s firmou dlouhodobě spolupracující brněnský architekt Bohumír Čermák.
Stavba byla realizována mezi zářím 1931 a zářím 1932: 23. září 1932 byla v sále zahájena pravidelná promítání. Kapacitně se jednalo o největší kinosál v Československu (později byl překonán sálem kina ve Zlíně).
Po nástupu komunistického režimu v Československu k moci v únoru 1948 došlo k přejmenování biografu na Kino Moskva. Název od roku 1962 korespondoval také s názvem Moskevské třídy, dříve Americké. V letech 1968 a 1969 se kino stalo dějištěm nově vzniklého filmového festivalu Finále Plzeň, který však byl po invazi vojsk Varšavské smlouvy do země roku 1968 a následném nástupu normalizace z politických důvodů zrušen. Po Sametové revoluci roku 1989 a pádu komunismu byl kinu vrácen jeho původní název. K jeho obnovení došlo roku 1991, kino pak festival hostilo až do svého zániku roku 2006.

### Zánik
Roku 2006 byl v kině z důvodu neekonomičnosti zastaven provoz, v souvislosti s otevřením osmisálového multikina společnosti Cinestar v obchodním centru Olympia v Plzni-Černicích. Rok předtím ukončilo činnost druhé z v té době funkčních plzeňských kin, kino Eden. V dalších letech byla pak spodní patra budovy upravena na komerční prostory obchodního domu. Během rekonstrukce zcela zaniklo předsálí kina, část promítací plochy a spodní část hlediště. Balkóny a galerie kina byly pak uzavřeny a zničeny. V prostorách galerie kina uspořádal roku 2013 plzeňský spolek K světu událost formátu Pecha Kucha, v rámci které měli návštěvníci z řad veřejnosti do prostor galerie nahlédnout.